# Souvlaki (álbum)
Souvlaki é o segundo álbum de estúdio da banda inglesa de shoegaze e dream pop Slowdive. O álbum foi gravado durante o ano de 1992 e lançado em 1 de junho de 1993 pela gravadora Creation Records. Souvlaki recebeu aclamação da crítica e é considerado um clássico do shoegazing.

## Produção e gravação
Antes de começar a escrever as letras para as canções do álbum, Rachel Goswell e Neil Halstead terminaram o relacionamento que mantinham, o que levou Halstead a passar mais tempo escrevendo as canções por conta própria, em contraste com a construção conjunta das letras conduzida pela banda em Just for a Day (1991), seu primeiro álbum.
O título do álbum foi inspirado por uma esquete da dupla de comédia The Jerky Boys, na qual um dos integrantes liga para um gerente de hotel e lhe pede que realize atos sexuais com sua esposa. Ao saber que o gerente era grego, ele disse: "Minha esposa adora essa merda grega... Ela vai chupar seu pau como se fosse um souvlaki [prato típico da culinária grega]".
As primeiras demos do álbum foram influenciadas por Joy Division e pelo álbum Low (1977) de David Bowie. Inicialmente as demos foram rejeitadas por Alan McGee, diretor da Creation Records, que posteriormente mudou de ideia e decidiu dar à banda liberdade criativa total sobre o álbum. Slowdive convidou Brian Eno para produzir o álbum, mas ele recusou. No entanto, Eno aceitou colaborar por alguns dias com Halstead, e dessas sessões surgiram as faixas "Sing" e "Here She Comes". Após as sessões com Brian Eno, Halstead passou a ter maior influência da música ambiente e citou Aphex Twin, a dub music e o drum and bass como inspirações para a faixa "Souvlaki Space Station".
O álbum foi mixado por Ed Buller, que já havia trabalhado com as bandas Suede e Spiritualized.

## Lançamento
Souvlaki foi lançado em 1 de junho de 1993 e alcançou a 51.ª posição na parada UK Albums Chart (Reino Unido) em 12 de junho de 1993, e permaneceu na parada por apenas uma semana. Desse modo, Souvlaki ficou dezenove posições abaixo do álbum de estreia da banda, Just for a Day.
O álbum foi lançado nos Estados Unidos pela SBK Records oito meses depois, em 8 de fevereiro de 1994. A versão americana de Souvlaki incluiu três faixas do EP 5 (1993) da banda e uma versão cover da canção "Some Velvet Morning" (composta por Lee Hazlewood e gravada originalmente como um dueto por Lee Hazlewood e Nancy Sinatra em 1967), totalizando quatro faixas bônus na versão americana de Souvlaki. Uma edição remasterizada do álbum em dois discos foi lançada em 2005 pela Castle Music, um selo musical da Sanctuary Records .

## Recepção crítica
| Críticas profissionais | Críticas profissionais |
| Avaliações da crítica  | Avaliações da crítica  |
| Fonte                  | Avaliação              |
| ---------------------- | ---------------------- |
| AllMusic               | [ 4 ]                  |
| Chicago Tribune        | [ 9 ]                  |
| NME                    | [ 10 ]                 |
| Q                      | [ 11 ]                 |
| Pitchfork              | 9.3/10                 |
| Record Collector       | [ 13 ]                 |
| 'Select                | [ 14 ]                 |

O álbum recebeu aclamação generalizada da crítica especializada. Em uma resenha crítica retrospectiva publicada em 2014, Nitsuh Abebe da Pitchfork disse que o álbum é "um pouco de Slowdive essencial por si mesmo". A revista Paste disse que o álbum era "a demonstração definitiva do shoegaze". Jack Rabid, do AllMusic, disse que o álbum é "silencioso, comovente e agressivo ao mesmo tempo, misturando um belo trance com sons profundos e sobrepostos de guitarra  um álbum ao mesmo tempo relaxante, excitante e, acima de tudo, profundamente bonito".
Dave Simpson do Melody Maker disse: "Exceto por "Sing", prefiro me afogar engasgado em uma banheira cheia de mingau do que ouvir o álbum novamente." Em 2015, a banda e o diretor da Creation Records Alan McGee disseram que o álbum foi lançado quando o dream pop e o shoegaze estavam em declínio, por isso a imprensa musical britânica se interessava mais por bandas do Britpop, como Oasis.
Em 2015, a Pitchfork lançou um documentário sobre o álbum como parte da série "Pitchfork Classic". Em 1999, o jornalista e crítico musical Ned Raggett classificou o álbum em 83º lugar em sua lista dos "136 álbuns ou mais dos anos 90", que foi publicada na Freaky Trigger. Em 2016, a Pitchfork listou o álbum em segundo lugar na lista "Os 50 Melhores Álbuns de Shoegaze de Todos os Tempos".

## Lista de faixas
Todas as faixas escritas e compostas por Neil Halstead, exceto onde destacado.. 
| N.º            | Título                   | Compositor(es)     | Duração |  |
| 1.             | "Alison"                 |                    | 3:51    |  |
| 2.             | "Machine Gun"            |                    | 4:28    |  |
| 3.             | "40 Days"                |                    | 3:16    |  |
| 4.             | "Sing"                   | Slowdive Brian Eno | 4:51    |  |
| 5.             | "Here She Comes"         |                    | 2:19    |  |
| 6.             | "Souvlaki Space Station" | Slowdive           | 5:58    |  |
| 7.             | "When the Sun Hits"      |                    | 4:47    |  |
| 8.             | "Altogether"             |                    | 3:42    |  |
| 9.             | "Melon Yellow"           |                    | 3:55    |  |
| 10.            | "Dagger"                 |                    | 3:33    |  |
| Duração total: | Duração total:           | Duração total:     | 40:40   |  |

## Créditos
Slowdive
- Neil Halstead – voz, guitarra
- Rachel Goswell – voz, guitarra
- Christian Savill – guitarra
- Nick Chaplin – baixo
- Simon Scott – bateria

Equipe adicional
- Brian Eno – teclados e tratamentos em "Sing" e "Here She Comes"
- Ed Buller – Mixagem

## Tabelas musicais
| Tabela (1993)         | Posição |
| --------------------- | ------- |
| UK Albums Chart (OCC) | 51      |